# Сердешт
Сердешт (перс. سردشت‎, курд. سەردەشت) — город на северо-западе Ирана в провинции Западный Азербайджан, расположенный южнее озера Урмия, в 10 км от границы с иракской провинцией Сулеймания. Административный центр одноимённого шахрестана. Население — 50 тыс. человек, в основном курды.
Получил известность как первый город, массированно атакованный химическим оружием в ходе ирано-иракской войны. В ходе атаки 10 июня 1987 года погибли 10 человек, серьёзно пострадали более 600. Не менее четверти населения города сегодня страдает от заболеваний, вызванных обстрелом. В 2004 году Иран завёл уголовное дело против правительства США, обвиняя его в поощрении военных преступлений Саддама Хусейна. Суд постановил выплатить 600 млн долларов компенсации жителям Сердешта.